# Berlin-Stadtrandsiedlung Malchow
Die Stadtrandsiedlung Malchow ist ein Ortsteil des Bezirks Pankow in Berlin. Sie ist nicht zu verwechseln mit dem sich östlich anschließenden Lichtenberger Ortsteil Malchow.

## Geographie
Der Ortsteil liegt westlich der Bundesstraße 2 zwischen Weißensee und der Berliner Stadtgrenze zum Bundesland Brandenburg. Die eigentliche Stadtrandsiedlung liegt am südlichen Rand des Ortsteils und schließt direkt an Weißensee und Heinersdorf an. Nördlich der Stadtrandsiedlung liegt die Kleingartenanlage Märchenland, der Rest des Ortsteils ist unbebaut und wird überwiegend landwirtschaftlich genutzt.
Das nördliche Gebiet des Ortsteils mit dem Stadtrandpark Neue Wiesen gehört zum länderübergreifenden Naturpark Barnim. Durch den unbewohnten Teil im Norden fließt als einziges nennenswertes Gewässer der Fließgraben Laake, der über die Panke in die Spree und weiter über die Havel und die Elbe in die Nordsee entwässert.

## Geschichte
Das Gebiet des heutigen Ortsteils gehörte ursprünglich zur Landgemeinde Malchow, die seit der Bildung von Groß-Berlin im Jahr 1920 ein Ortsteil im Bezirk Weißensee war. Zum 1. September 1985 wurde Malchow geteilt; der alte Dorfkern kam zum neugebildeten (Stadt)Bezirk Hohenschönhausen, während das restliche Gebiet von Malchow einschließlich der Stadtrandsiedlung im Bezirk Weißensee verblieb. Seit der Bildung von neuen Großbezirken im Jahr 2001 gehört die Stadtrandsiedlung Malchow als Ortsteil zum Bezirk Pankow und der alte Dorfkern von Malchow als Ortsteil zum Bezirk Lichtenberg.

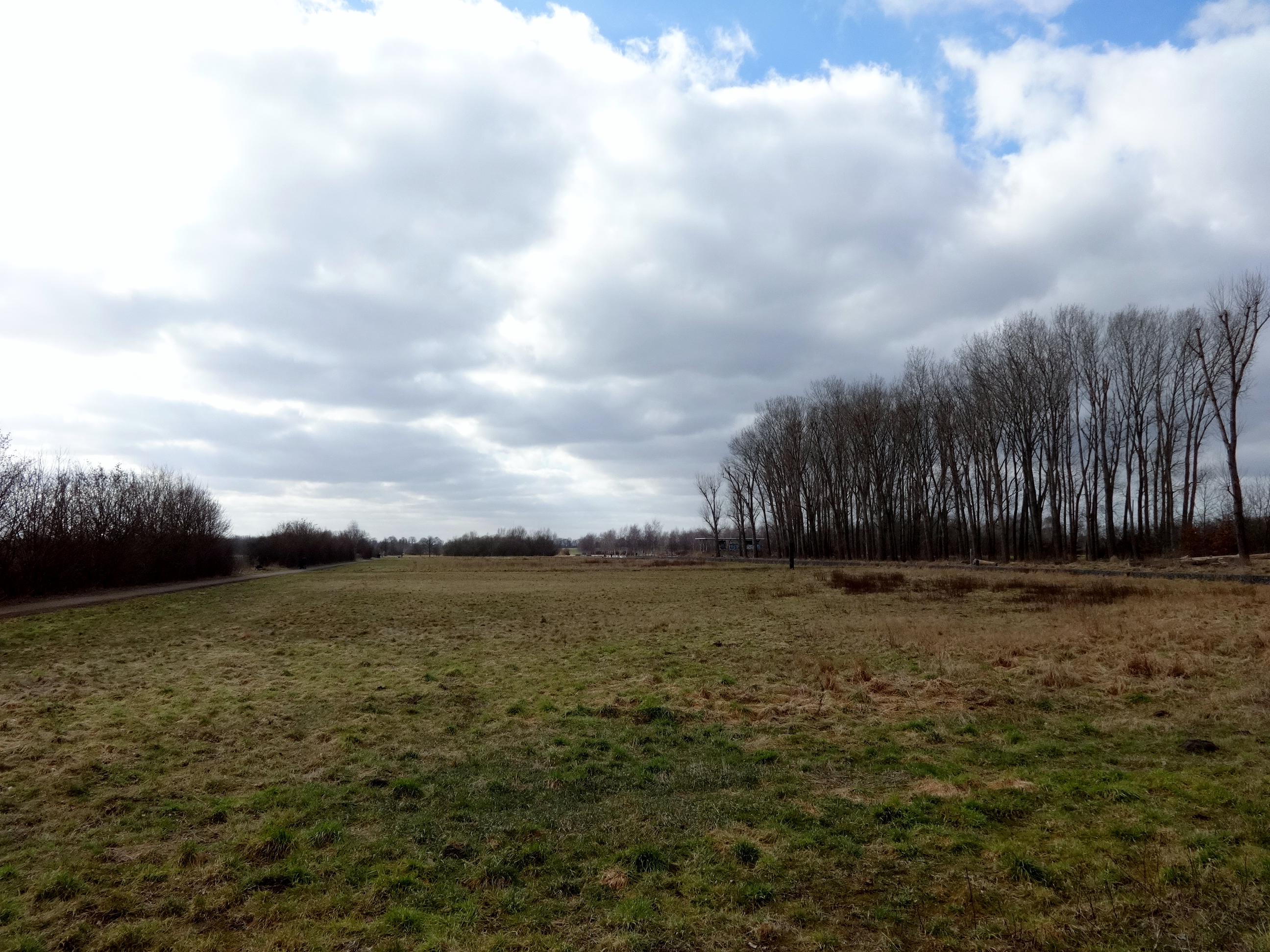
Stadtrandpark Neue Wiesen

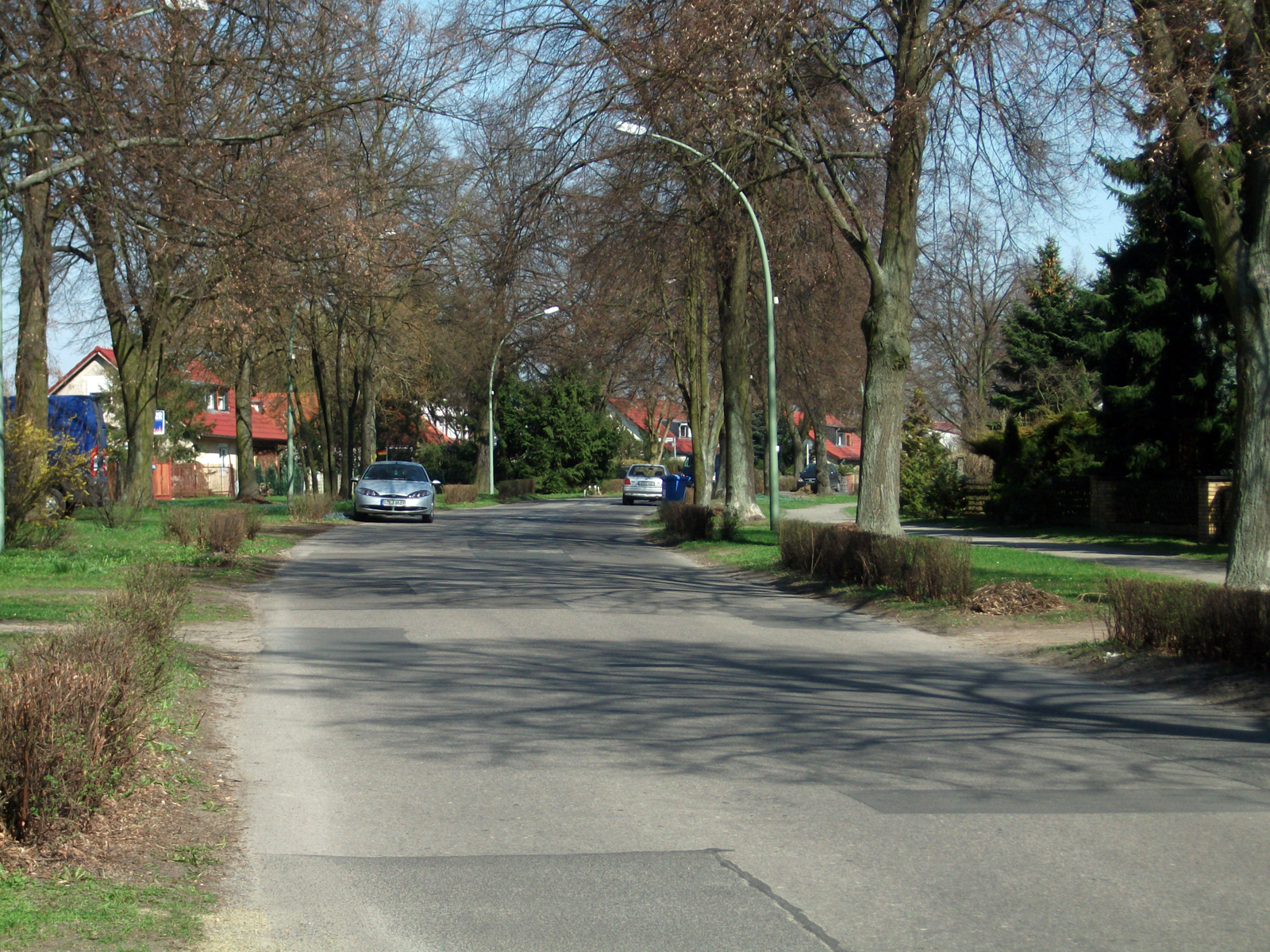
Ortnitstraße

Die Stadtrandsiedlung wurde zwischen 1936 und 1939 auf ehemaligen Rieselfeldern etwa einen Kilometer südwestlich des alten Dorfkerns von Malchow gebaut. Ihre Straßen sind nach Figuren und Orten aus der nordischen Mythologie benannt.

## Bevölkerung
Unter den 97 Ortsteilen Berlins gehört die Stadtrandsiedlung Malchow zu den am dünnsten besiedelten. Nur Malchow hat weniger Einwohner.
| Jahr | Einwohner |
| ---- | --------- |
| 1991 | 1227      |
| 1995 | 1218      |
| 2000 | 1223      |
| 2007 | 1171      |
| 2010 | 1146      |
| 2015 | 1145      |

| Jahr | Einwohner |
| ---- | --------- |
| 2020 | 1120      |
| 2021 | 1118      |
| 2022 | 1114      |
| 2023 | 1100      |
| 2024 | 1088      |

Quelle ab 2007: Statistischer Bericht A I 5. Einwohnerregisterstatistik Berlin. Bestand – Grunddaten. 31. Dezember. Amt für Statistik Berlin-Brandenburg (jeweilige Jahre)

## Verkehr
Der Ortsteil ist im Osten über die Bundesstraße 2 erschlossen, die ins Zentrum Berlins führt. In nördlicher Richtung ist über die B 2 das Autobahndreieck Barnim (A 10 und A 11) erreichbar. Südlich verläuft in West-Ost-Richtung die Darßer Straße, die den Ortsteil mit Hohenschönhausen verbindet.
Die Buslinie 255 mit ihrer Endhaltestelle im Süden des Ortsteils verbindet die Stadtrandsiedlung Malchow mit Weißensee. Der nächstgelegene S-Bahnhof ist Blankenburg im gleichnamigen Ortsteil, der mit dem Bus 154 erreichbar ist.

## Sonstiges

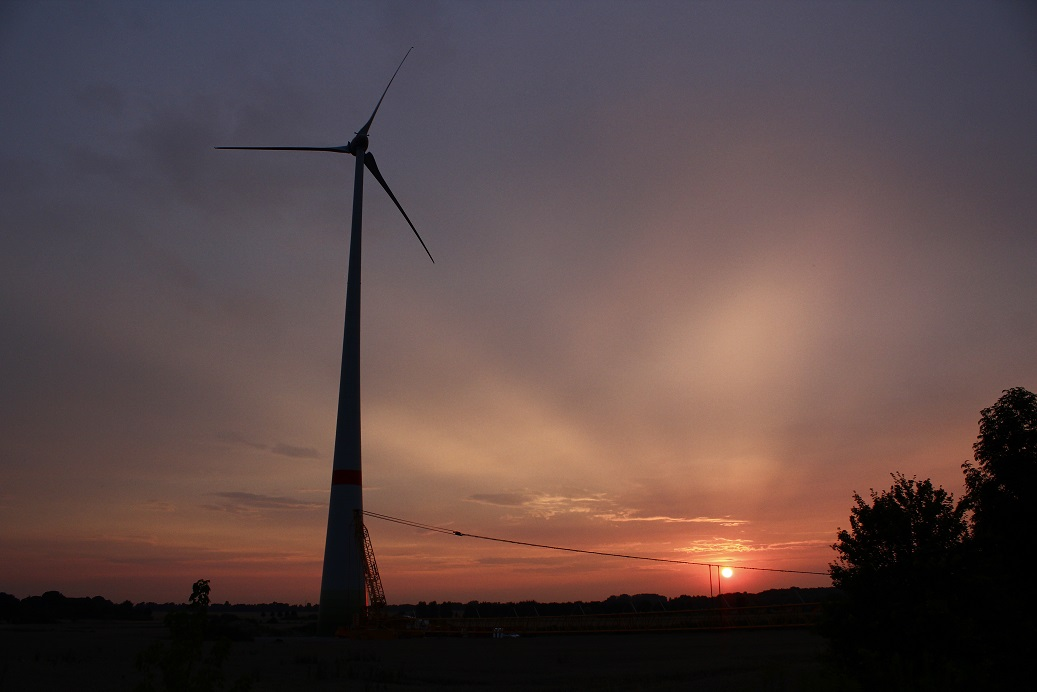
Windenergieanlage Enercon E-82 an der B 2

Am Blankenburger Pflasterweg wurde im September 2005 Berlins zweiter Golfplatz eröffnet.
Im November 2014 wurde auf einer Ackerfläche an der Straße Am Luchgraben Berlins zweite Windenergieanlage eingeweiht.